# Plourhan
Plourhan (tiếng Breton: Plourc'han) là một xã của tỉnh Côtes-d’Armor, thuộc vùng Bretagne, tây bắc Pháp.

## Dân số
Người dân ở Plourhan được gọi là Plourhannais.